# Agostino Montessoro
Agostino Montessoro (Novi Ligure, 1895 – ...) è stato un calciatore e arbitro di calcio italiano.
È stato erroneamente citato quale arbitro milanese, ma su alcune cronache locali a lui era stata attribuita la sua giusta provienza: Montessoro di Novi Ligure. Poi si trasferì a Torino, prima del 1924. Sugli elenchi arbitri dell'A.I.A. dal 1924 poi è stato sempre citato il suo indirizzo di Torino: via Sant'Anselmo 3.

## Biografia
Aveva giocato da terzino destro in quella che all'epoca si chiamava Novi F.B.C.
Prese la tessera di arbitro dell'Associazione Italiana Arbitri nel 1920, uno dei primi arbitri di Novi Ligure a farlo. Fu promosso arbitro federale nel 1924 mandandolo a dirigere le partite di Prima e Seconda Divisione. Nella stessa stagione è presente nel direttivo del Comitato Regionale Piemontese quale segretario.
Alla costituzione del Gruppo Arbitri Torinesi "Enrico Canfari" nel 1927 fu uno degli arbitri fondatori. Arbitrò fino alla fine della stagione sportiva 1927-1928.
Nel 1929 fu resa nota sulle cronache nazionali una truffa che lo portò a coinvolgere altri arbitri del gruppo torinese. Fu subito radiato da ogni carica da lui ricoperta in seno alla F.I.G.C. e al C.I.T.A.